# Monumento corégico de Nicias
El Monumento corégico de Nicias es un edificio conmemorativo construido en la Acrópolis de Atenas en 320-319 a. C. para conmemorar al corego Nicias, hijo de Nicodemo. Estaba situado entre el Teatro de Dioniso y la Stoa de Eumenes donde se conservan sus cimientos junto con algunos elementos fragmentarios de la estructura. Como los demás monumentos coreográficos de Atenas, estaba destinado a sostener el trípode de bronce dedicado a Dioniso o Apolo, en nombre del ganador de los concursos líricos o dramáticos.
Se construyó en forma de templo griego dórico hexástilo templo dórico con un naos cuadrado y podría haber estado rematado con el trípode premiado de las Dionisias. El monumento fue desmantelado en algún momento de la Antigüedad tardía y la mampostería reutilizada en la Puerta Beulé.

## Arqueología
En 1889 Wilhelm Dörpfeld propuso un emplazamiento en la zona del Odeón de Herodes Ático para los cimientos del edificio, idea que finalmente fue descartada. Esta identificación se utilizó entonces como terminus ante quem para la destrucción del monumento corégico y la construcción de la Puerta Beulé antes de la construcción del Odeón a mediados del siglo II. William Dinsmoor  identificó finalmente el lugar en 1910.
La mayor parte de los restos arquitectónicos conservados del monumento corégico, en particular su inscripción, se construyeron posteriormente en la parte central de la Puerta Beulé, que fue descubierta por Charles Ernest Beulé en 1852. Estos restos fueron estudiados por primera vez en 1885 por Dörpfeld.
Se desconoce la fecha exacta de la destrucción del monumento, pero Dinsmoor sostiene que pudo coincidir con la demolición de la Stoa de Eumenes a finales del  periodo romano, antes de la reconstrucción del Teatro de Dioniso por Fedro en el siglo III o IV..

## Monumentos corégicos
Dos de los principales monumentos corégicos que han sobrevivido (monumento de Trasilo y el de Nicias) pertenecen al periodo de gobierno oligárquico bajo la regencia de la Macedonia, y quizá sea significativo que no se encuentren en la Calle de los Trípodes, donde se colocaban la mayoría de premios y monumentos corégicos.  La ostentosa exhibición de riqueza y prestigio que representan puede haber sido un intento de promover las carreras políticas de los coregos y, como tal, impulsó la ley suntuaria de Demetrio de Falero.

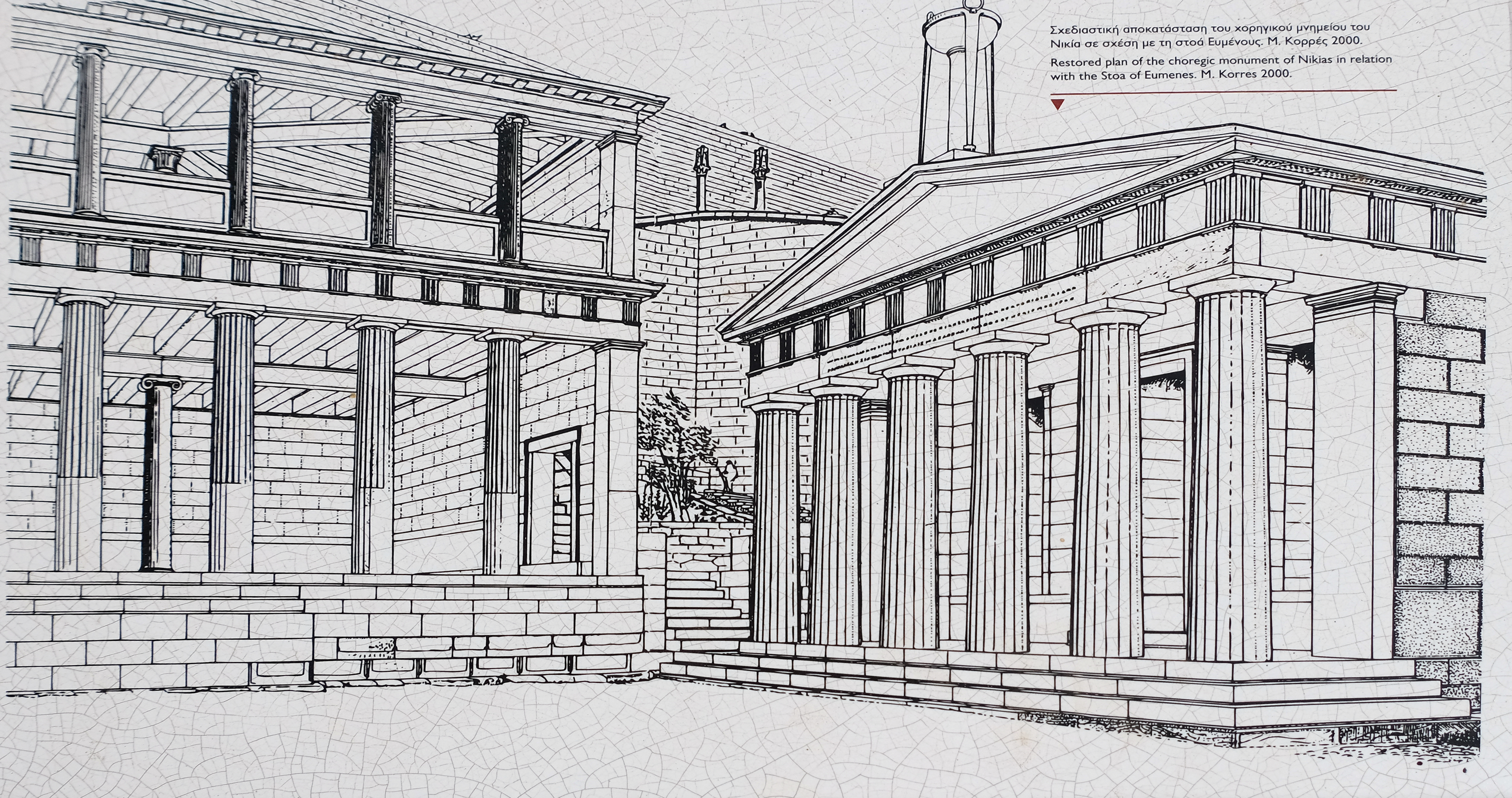
Reconstrucción (a la derecha) tal y como podría haber aparecido hacia 160 a. C.
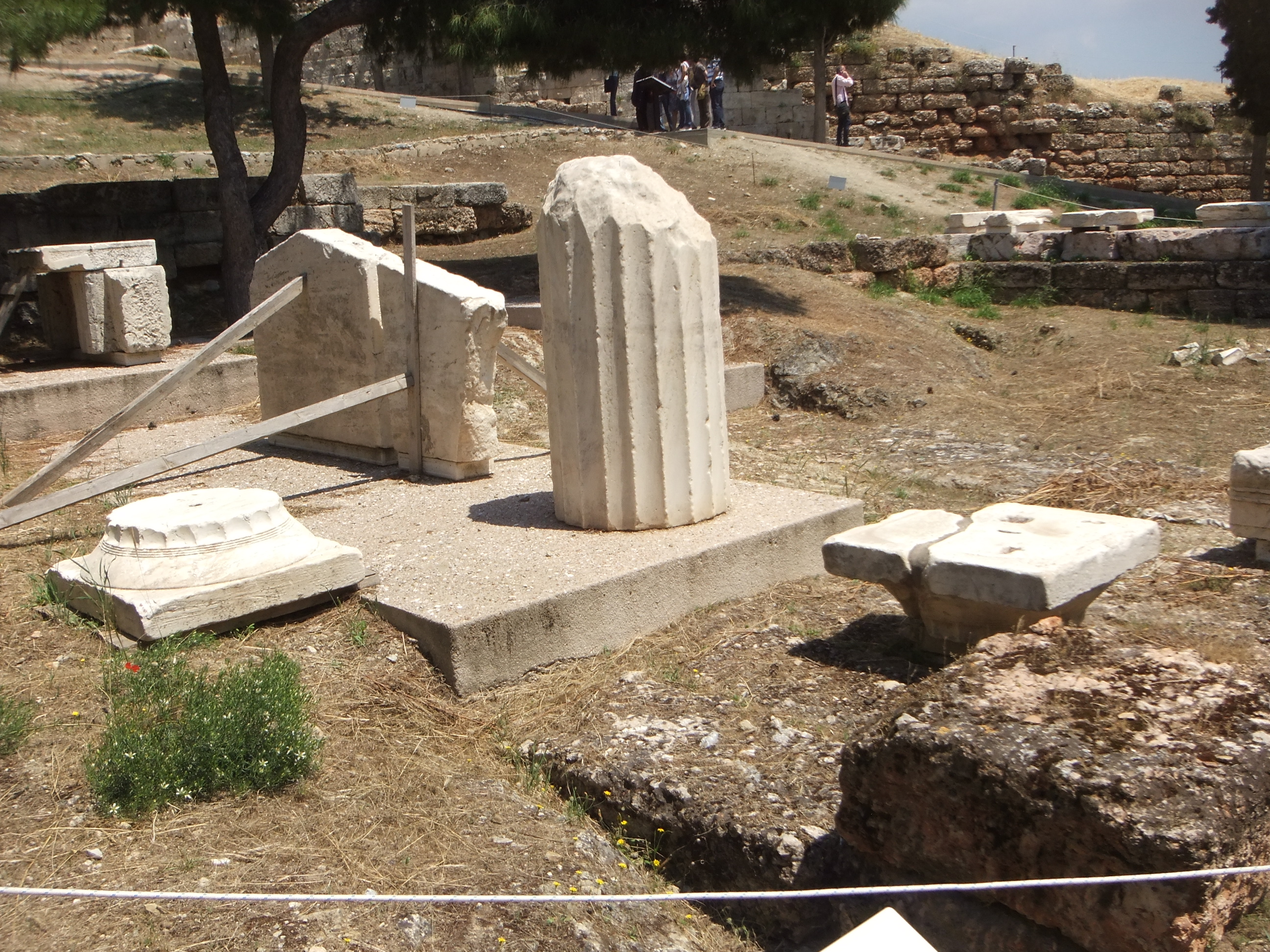
Restos actuales.
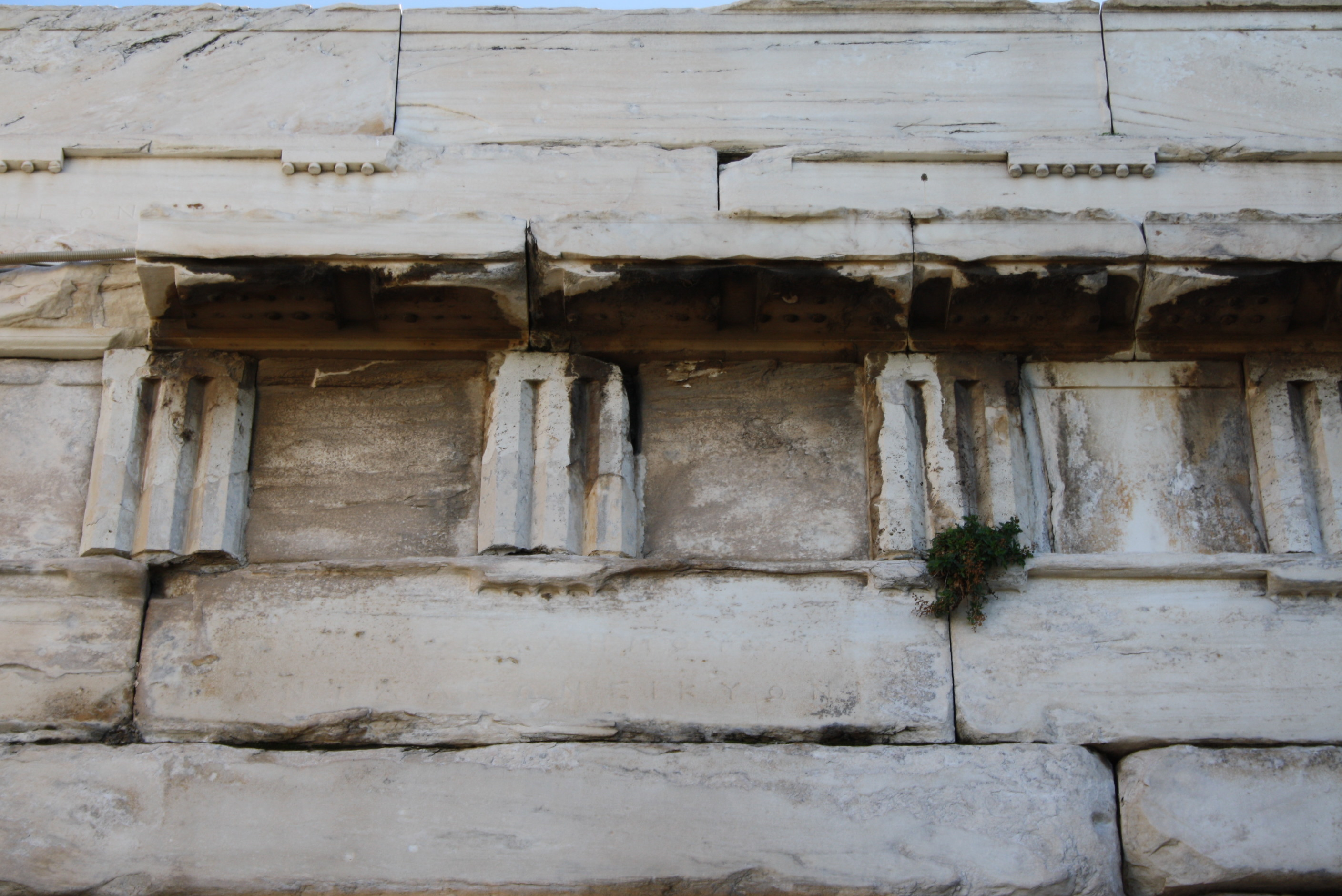
Arquitrabe del monumento corégico situado en la Puerta Beulé.
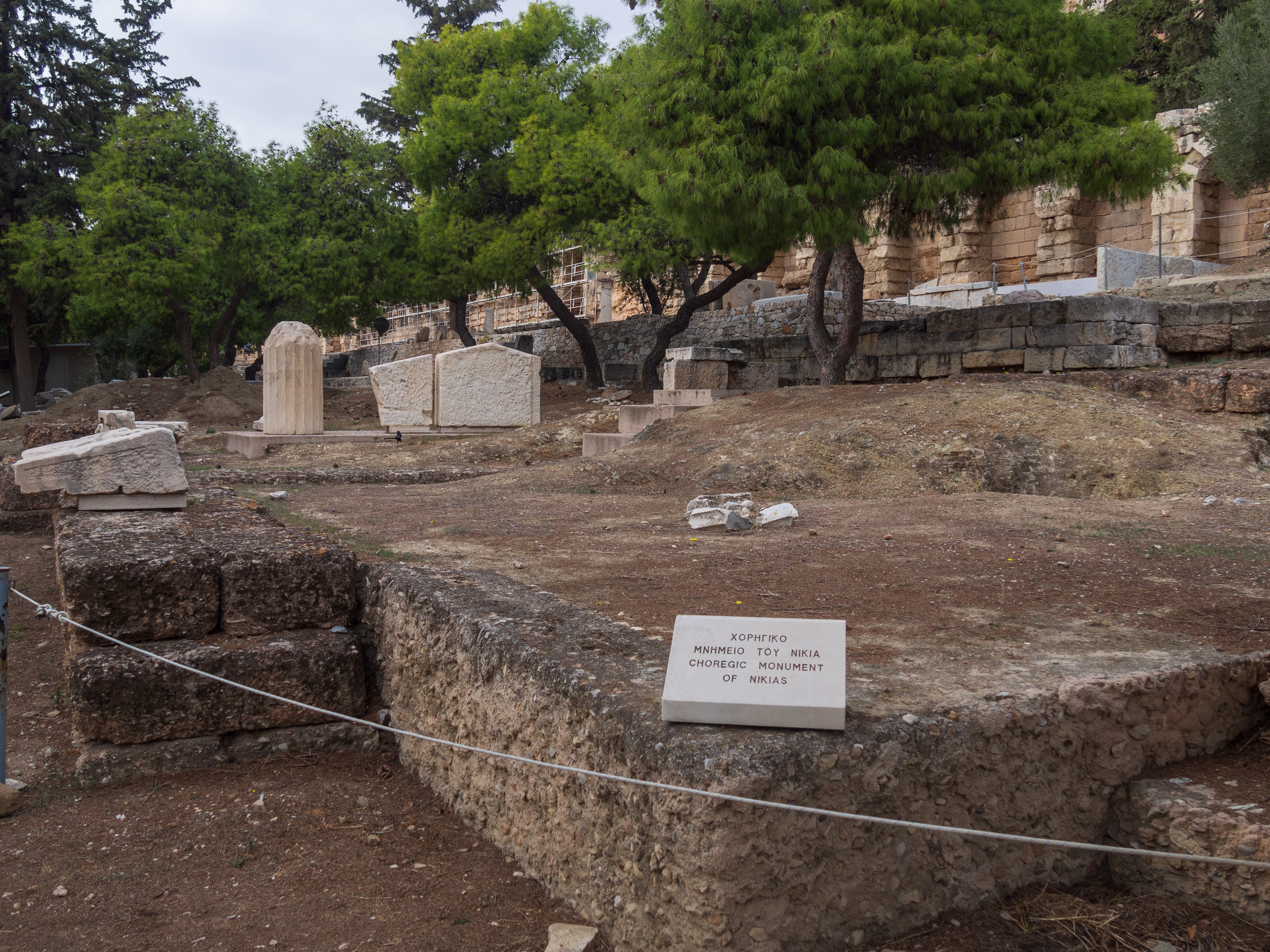
Emplazamiento del monumento.